# منذر یکم تجیبی
منذر بن یحیی تجیبی نخستین بزرگ طایفه بنو تجیب بود. خاندانی که او بر پا نهاد، به‌مدت بیست و شش سال بر ملوک‌الوایف ساراگوسا در اندلس حکم می‌راندند. او در سال ۱۰۱۳، هنگامی که خلافت قرطبه (که آن زمان در دست خاندان اموی قرطبه بود) در حال تضعیف بود، ملوک‌الطوایف ساراگوسا را در شرق اندلس بنیان‌نهاد. در سال ۱۰۱۳، که حکومت در حال رسیدن از هشام دوم به سلیمان دوم بود، این حکومت بنانهاده شد. پس از منذر، پسرش یحیی یکم بر تخت نشست و تا چهارده سال حکومت کرد. منذر یکم، در سال ۱۰۲۲ میلادی، هنگامی که نهمین سال حکومتش در حال پایان یافتن بود، درگذشت.